# Jacob Merten
Jacob Merten (auch Jakob Merten; * 11. August 1809 in Wittlich; † 17. Februar 1872 in Trier) war ein deutscher römisch-katholischer Geistlicher, Theologe und Philosoph.

## Leben
Merten absolvierte das Königliche Gymnasium Trier und bestand dort 1828 das Abitur. Anschließend studierte er am  Bischöflichen Priesterseminar Trier Philosophie und Theologie, unter anderem unter dem Hermesianer Franz Xaver Biunde. Seine Priesterweihe empfing er 1833. Anschließend war er Kaplan in der Pfarrei Liebfrauen und St. Laurentius in Trier.
Merten erhielt 1835 eine Pfarrstelle in Sehlem, bevor er 1842 von Bischof Wilhelm Arnoldi zu dessen Bischofssekretär ernannt wurde. Ein Jahr später, 1843, wurde ihm die Stelle als Professor der Philosophie am Bischöflichen Priesterseminar übertragen. Seine Promotion zum Dr. phil. De Herbartii absoluta positione, qua ens reale definitur erfolgte an der Universität Bonn. Merten galt als hervorragender Lehrer.
Merten war ein Vertreter der Lehren Anton Günthers. Nachdem dessen Schriften auf den Index librorum prohibitorum gesetzt worden waren, geriet auch Merten in Bedrängnis, wurde aber von Bischof Arnoldi vor den Jesuiten und dem Vatikan in Schutz genommen. Er musste daraufhin seine auf Günther beruhende Lehre widerrufen, um sein Lehramt zu behalten. Im Frühjahr 1868 wurde er aus gesundheitlichen Gründen emeritiert.

## Werke (Auswahl)
- Die Hauptfragen der Metaphysik in Verbindung mit der Spekulation, Trier 1840.
- De Herbartii absoluta positione, qua ens reale definitur, Lintz, Trier 1847.
- Grundriss der Metaphysik, Trier 1848.
- Ueber die Bedeutung der Erkenntnißlehren des h. Augustinus und des h. Thomas v. Aquin für den geschichtlichen Entwicklungsgang der Philosophie als reiner Vernunftwissenschaft, Lintz, Trier 1865.